# 食糧税について
『食糧税について』 (ロシア語: О продовольственном налоге）とは、1921年に出版されたレーニンの著作。1921年3月から始まった新経済政策を解説した。

## 背景
第一次世界大戦中から悪化していたロシアの食糧事情は、十月革命後、さらに悪化した。全ロシア中央執行委員会は、1918年5月9日、「穀物ストックを隠匿し投機の対象としている農村ブルジョアジーとの闘争にかんして非常全権を食糧人民委員に付与する布告」（食糧独裁令）を承認した。農民から余剰穀物を徴発することを目的とするものだった。さらに6月11日の布告で各地に貧農委員会が設置され、余剰穀物の徴発と分配を担うことになった。レーニンはこれを農村におけるプロレタリア革命の開始と評価した。1919年1月には、中央政府が必要とする農産物を各県に割り当てて徴発させる割当徴発が法制化された。余剰分だけでなく農民の生活に必要な分まで徴発される事態が生じた。
農民は食糧徴発に激しく抵抗した。余剰分を生産する意欲が失われ、農業生産は低下した。
内戦が1920年に収束すると、農業生産の回復が最優先課題となった。1920年12月の第8回ソヴィエト大会では、エスエル左派の決議案が、徴発は農民の生産物の一部分に限定し、残余は「農民自身の消費のためか、または、消費協同組合の機構を通じて勤労農民の家計に必要な物品と交換するために」農民の手に残されるべきだ、とした。メンシェヴィキの決議案は、「農民は、厳密に規定された国家的義務を遂行したあとの全余剰を、自由な商品交換か、または農民との協定による固定価格を基礎として、処理する可能性をあたえられなければならない」とした。しかしボリシェヴィキはこれらの提案を拒否し、播種を国家的に強制することで農業生産を回復させようとした。もともと完遂できていなかった割当徴発に加えて播種用の種子も徴発することになり、すぐに破綻した。
レーニンは1921年2月になってようやく方向転換し、同年3月の第10回党大会において新経済政策を提案した。大会は決議「割当徴発を現物税に代えることについて」を採択した。3月21日、全ロシア中央執行委員会はこれを受けて割当徴発を現物税に代える布告を採択した。割当徴発より少ない額を現物税とすること、徴税後の余剰農産物について地方的取引の範囲内での自由な処分を認めることがその骨子だった。ただし、地方的取引という制限は数日後の別の布告によって解除された。
その後、新経済政策を解説するためにレーニンが執筆し発表した小冊子が『食糧税について』である。

## 概要
本書の概要は以下の通り。
1918年に発行した小冊子で論じたとおり、ロシアにはいろいろな社会＝経済制度の諸要素がある。(1) 家父長的な、すなわち、いちじるしい程度に現物的な農民経済、(2) 小商品生産、(3) 私経営的資本主義、(4) 国家資本主義、(5) 社会主義である。現在の主要な闘争は小商品生産プラス私経営的資本主義と国家資本主義または社会主義とのあいだで展開されている。国家資本主義は、われわれの現在の経済よりも、比較にならないほど高度なものである。そこにはソヴェト権力にとって恐ろしいものはなにもない。ソヴェト国家は労働者と貧農の権力が確保されている国家だからである。
国家資本主義のもっとも具体的な例はドイツである。ドイツには、現代の大資本主義的技術とユンカー的＝ブルジョア的な帝国主義に従属する計画的組織との「最後の言葉」がある。軍事的・ユンカー的・ブルジョア的な、帝国主義的な国家のかわりに、ソヴェト国家すなわちプロレタリア国家を、おいてみたまえ。そうすると、社会主義があたえる諸条件の総和がえられるであろう。社会主義は、現代科学の最新の成果にもとづいてきずかれた大資本主義的技術なしには、物資の生産と分配にあたって、数千万の人々に単一の規準を厳守させる、計画的な国家組織なしには、ありえない。ドイツで革命が起こるのが遅れるかぎり、われわれの任務は、ドイツ人の国家資本主義をまなぶこと、全力をあげてこれをみならうことであり、野蛮とたたかうには野蛮な手段をもためらわないで、野蛮なロシアが、このように西欧文化をみならうのを促進するために、独裁的なやり方を辞さないことである。
食糧税は極度の窮乏と荒廃と戦争によってよぎなくされた独特の「戦時共産主義」から、正しい社会主義的な生産物交換へ移行する形態の一つである。「戦時共産主義」とは、われわれが農民から余剰全部を、また、ときとしては余剰どころか農民にとって必要な食糧の一部分までも、事実上とりあげたこと、軍隊と労働者給養の費用をまかなうためにとりあげたことである。それは一時的な方策であった。小農民的な国で自分の独裁を実現しているプロレタリアートの正しい政策は、穀物と農民の必要とする工業製品との交換である。食糧税はそうした政策への過渡である。われわれはいまなお、ひどく零落しており、戦争の重圧によってひどくおさえつけられているために、われわれに必要な穀物全部と引換えに農民に工業製品をあたえることはできない。それを知っているので、必要な最少量の穀物を税としてとり、残りを工業製品と交換しようというのである。
これから生じるのは、ある程度の自由な商業にもとづく、小ブルジョアジーと資本主義との復活である。この資本主義の発展を国家資本主義の軌道にむけ、近い将来社会主義へ転化するのを保障する正しい方法を発見しなければならない。国家資本主義は小ブルジョア的な生産に比べて一歩前進である。
利権事業は、プロレタリア国家権力が、小所有者的な自然発生性に対抗して、国家資本主義とむすぶ契約であり、ブロックであり、同盟である。協同組合も国家資本主義の一種である。「協同組合的」資本主義は、私経営的資本主義とはちがって、ソヴェト権力のもとでは国家資本主義の一変種であり、またそのようなものとして、それは現在のところ、われわれにとって有利であり有益である。
われわれは、いまなお「資本主義は悪であり、社会主義は善である」という議論にしばしばまよっている。だがこの議論は正しくない。というのは、それは現存の社会主義経済制度の総体をわすれ、そのうちの二つだけを取りだしているからである。資本主義は、社会主義にたいしては悪である。資本主義は中世にたいしては、小規模生産にたいしては、小生産者の分散状態と結びついた官僚主義にたいしては、善である。

## 新経済政策の展開
1921年春の時点では、現物税を支払ったあとに残る農産物については協同組合を通じて工業製品と交換することが目指されていた。レーニンはそうすることによって自由な商業を国家資本主義の枠組に取り込んでいくことを想定していた。しかし実際には、大量発生した私的商人による売買が圧倒的に優勢となった。国家資本主義からさらに後退することが必要となった。
戦時共産主義の政策だけでなく、国家資本主義を通じた社会主義への移行という1918年春の構想も放棄し、自由な商業を認めた上でその国家的規制を行うことが課題となった。
1921年は前年にひきつづいて旱魃が起こり、新経済政策は効果を挙げなかった。農業生産は革命以後最悪の水準にまで落ち込み、大飢饉が発生した。しかし1922年になってようやく豊作に恵まれ、農業生産は回復へと向かった。レーニンは1922年11月から12月にかけて開かれたコミンテルン第四回大会で以下のように新経済政策の成功を誇った。

## 批判
レーニンは商業の自由を資本主義の自由と同一視し、危険視した。そのため農産物の取引を国家資本主義へ誘導しようとした。国家資本主義は社会主義の一歩手前の段階と見なせるものだった。
渡辺寛は商業の自由を資本主義の自由と同一視する考え方をレーニンが『ロシアにおける資本主義の発展』で提示して以降ずっと維持している「市場の理論」の結果だと指摘した。この理論は、商品経済が発展すると商品所有者が資本家と労働者へと両極分解して資本主義経済へと転化する、と考える。しかし、資本主義経済はそのように成立するものではなく、原始的蓄積による労働力商品化の過程を必要とする。
また、レーニンが国家資本主義を社会主義の一歩手前の段階として評価したのは、資本主義の基本的矛盾をエンゲルスにならって生産の社会的性格と領有の私的性格の矛盾として捉え、ドイツにおける国家資本主義の進展を生産の社会化の進展として評価したことによる。大内力はこの点を指摘した上でエンゲルス・レーニン説に疑問を呈し、生産手段の国有化によってこの「基本的矛盾」を解消しても労働者の解放がもたらされるとはかぎらないことを指摘した。